# جدعون ويلز
جدعون ويلز (بالإنجليزية: Gideon Welles) (و. 1802 – 1878 م) هو صحفي، ومحامي، وسياسي من الولايات المتحدة الأمريكية . ولد في غلاستونبوري .
وهو عضو في الحزب الديمقراطي الأمريكي، الحزب الجمهوري .
توفي في هارتفورد، كونيتيكت .

## التعليم
تعلم في جامعة نورويتش.

## روابط خارجية
- جدعون ويلز على موقع الموسوعة البريطانية (الإنجليزية)